# Nino (película de 1972)
Nino o Nino, las cosas simples de la vida es una película de drama y romance argentina de 1972 dirigida por Federico Curiel «Pichirilo».

## Ficha artística
Actores principales:
- Enzo Viena
- Gloria María Ureta

- Roberto Escalada
- Pepita Muñoz
- Maurice Jouvet
- Elvira Travesí
- María Aurelia Bisutti
- Alberto Argibay
- Tito Alonso
- María Rosa Gallo
- Delfy de Ortega